# 사자자리 R
사자자리 R은 미라 변광성으로 사자자리에 있는 별이다.
이 별의 겉보기 등급은 4.31에서 11.65까지 312일 주기로 변한다. 가장 밝을 때는 맨눈으로 볼 수 있으나, 어두워졌을 경우 7센티미터 망원경을 이용해야 관찰할 수 있다.
사자자리 R의 분광형은 M8IIIe이고, 지구에서 300광년 떨어져 있다.